# Вахабова, Уктам Каримовна
Уктам Каримовна Вахабова (25.10.1928 – 10.11.2016) — советский хозяйственный, государственный и политический деятель, доктор медицинских наук.

## Биография
Родилась в 1928 году в Самарканде. Член ВКП(б).
С 1950 года — на хозяйственной, общественной и политической работе. В 1950—1986 гг. — ординатор, ассистент клиники госпитальной терапии, проректор по учебной части, ректор Самаркандского медицинского института им. Павлова.
Избиралась депутатом Верховного Совета СССР 5-го и 6-го созывов.

## Сочинения
- Вахабова, У. К. Эпидемиологические, клинические и экспериментальные исследования ишемической болезни сердца в Самаркандской области и Узбекской ССР: автореф. дис. .д-ра мед. наук Текст. / Вахабова Уктам Каримовна — Самарканд — 1972 — 33 стр.
- Вахабова, Уктам Каримовна, Блинов, Валерий Анатольевич. Ишемическая болезнь сердца — Ташкент: Медицина, 1985. — 95 стр.